# Madonna van Pötsch

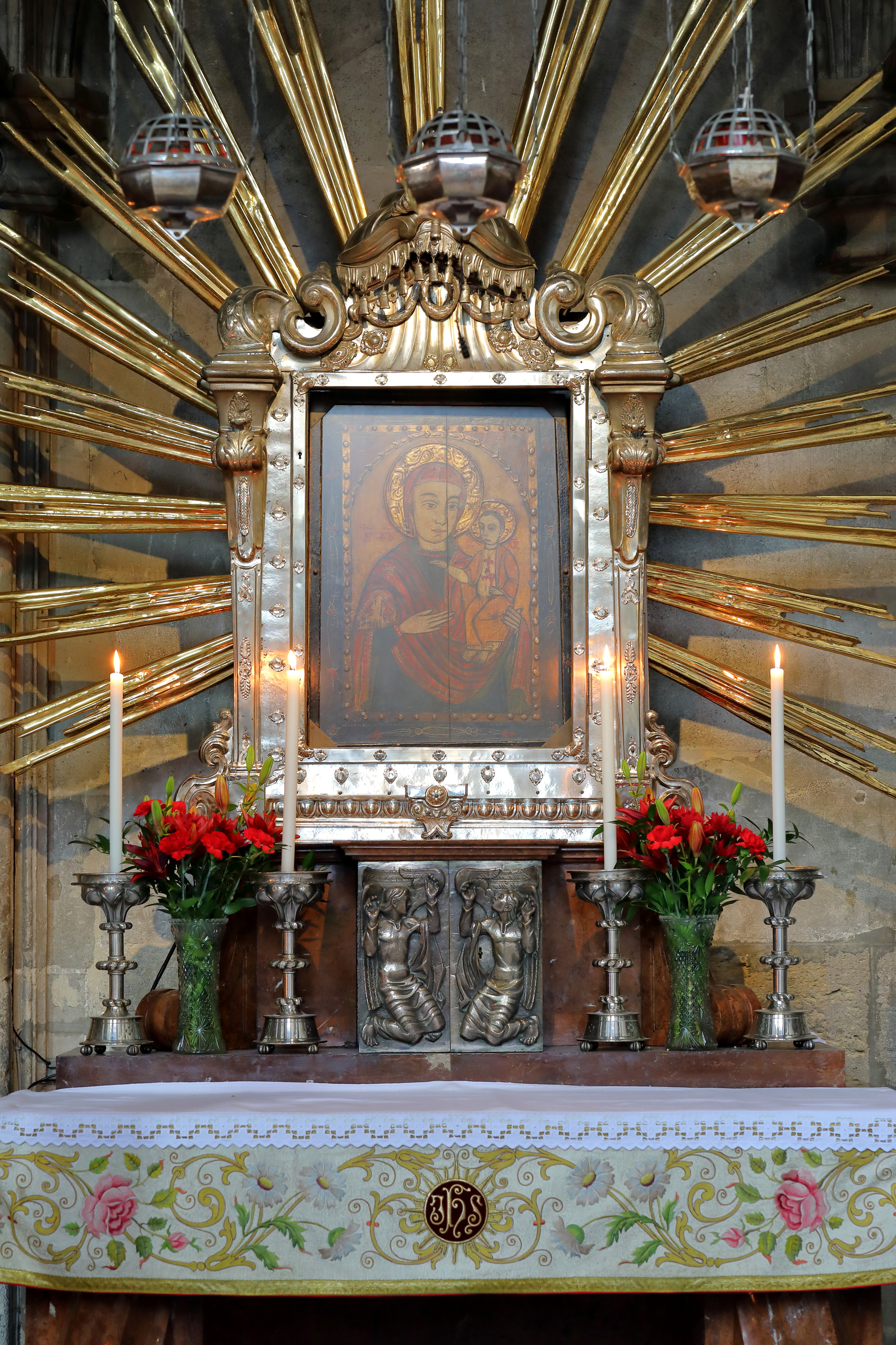
Beeld van de madonna van Pötsch in de Stephansdom in Wenen

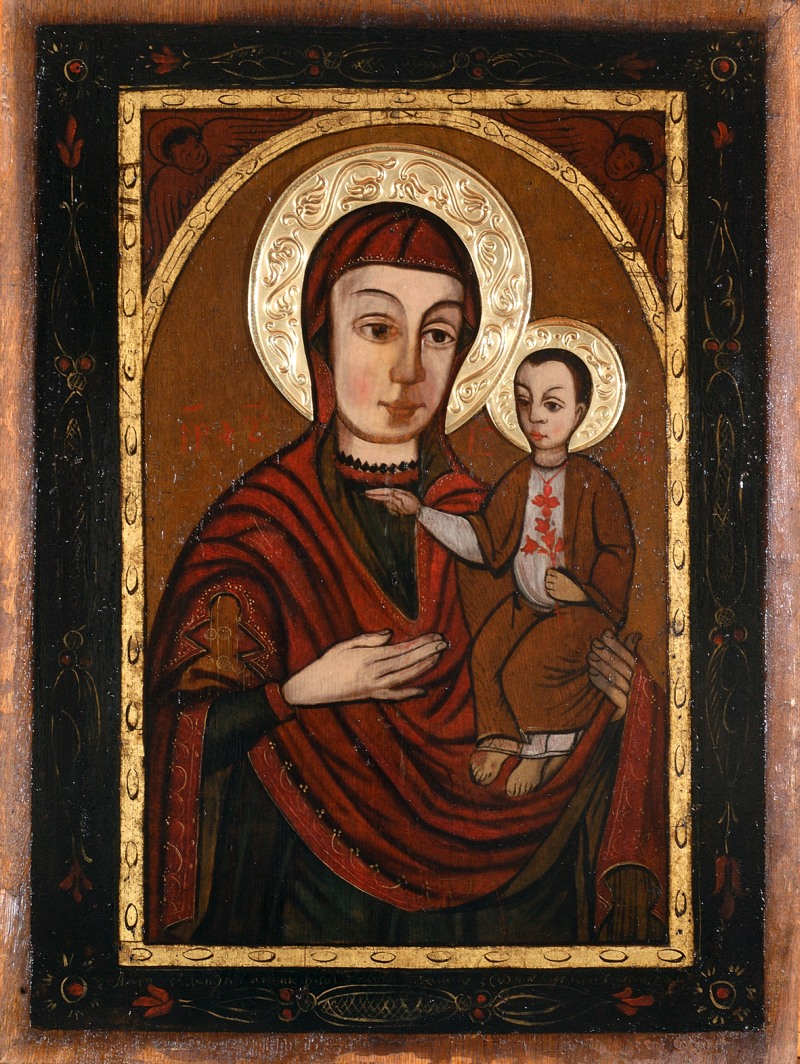
Afbeelding van de madonna

De Madonna van Pötsch is een Maria-icoon in de Stephansdom in Wenen.
Oorspronkelijk bevond de Maria-icoon zich in het kleine dorpje Pötsch in Hongarije (in het Hongaars Pocs), vlak bij de stad Nagykálló. Vandaag de dag is de naam van het dorp Máriapócs. Het dorpje huisvest een Grieks-katholieke kerk, met een oud-Slavische liturgie, en dit in het overwegend rooms-katholiek Hongarije.
In 1696 was het dorpje in de ban van de tranen die vloeiden uit de Maria-icoon. De Oostenrijkers bezetten toen Hongarije, in het raam van de Grote Turkse Oorlog. De Oostenrijkse graaf Johann Andreas Corbelli inspecteerde het tranende schilderij en stelde vast dat er geen bedrog in het spel was. Hij lichtte in Wenen de keizer in, Leopold I van het Rooms-Duitse rijk. De keizer gaf het bevel de icoon onmiddellijk naar Wenen na te brengen. De rooms-katholieke bisschop van Eger gaf gehoor aan het bevel van de keizer. Ondanks wat tegenkanting van de dorpelingen voerden de Oostenrijkers de icoon via Boedapest naar Wenen. Hier werd het plechtig uitgestald in de Stephansdom. In hetzelfde jaar 1696 behaalde het leger van het Rooms-Duitse Rijk een belangrijke overwinning tegen de Osmanen. Dit gebeurde nabij de stad Senta, wat toen in Hongarije lag. De Oostenrijkers schreven de eindoverwinning van de Grote Turkse Oorlog toe aan de madonna van Pötsch.
Het dorp Pötsch kreeg een kopie. Hiervan beweren de inwoners dat deze kopie nog tranen gelaten heeft, in tegenstelling tot deze in Wenen.

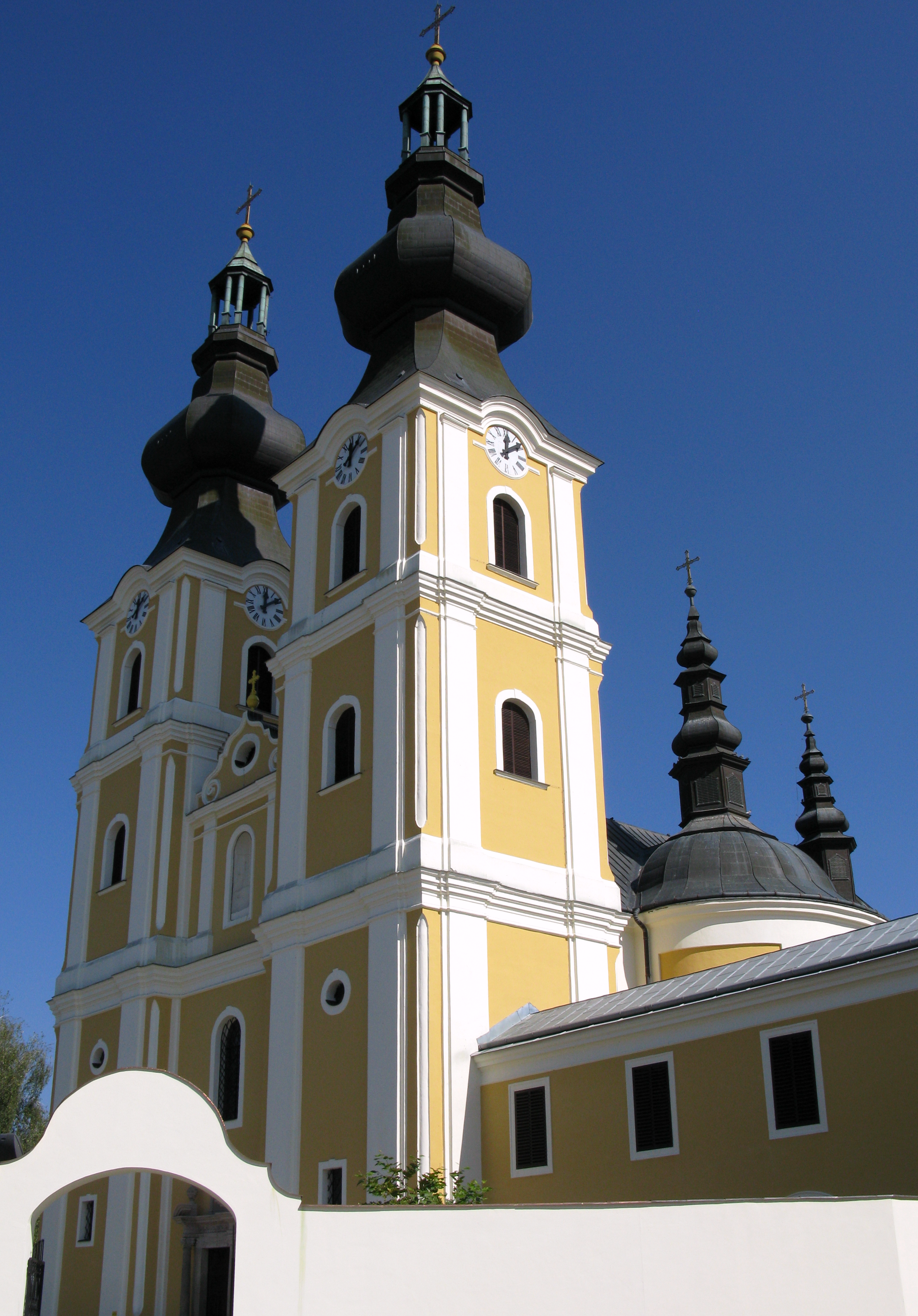
Grieks-katholieke kerk van de Heilige Michaël, aartsengel, in Máriapócs, Hongarije. De kerk bezit een kopie van de Maria-icoon.